# Rich Christiano
Rich Christiano, född 2 oktober 1956, är en amerikansk filmregissör, -producent och -manusförfattare som är verksam inom den kristna filmindustrin. Han och hans tvillingbror, Dave Christiano, driver bolaget Five & Two Pictures som gjort flera kristna filmer som visats på biografer.
Christiano började under 1980-talet producera några kortfilmer som regisserades av brodern Dave. Han regidebuterade med kortfilmen The Appointment 1991. Hans första långfilm som gick upp på biografer var Time Changer (2002), om en bibelprofessor från 1890-talet som åker i en tidsmaskin till nutiden. Därefter har han bland annat regisserat, producerat och skrivit Unidentified (2006) och The Secrets of Jonathan Sperry (2009) och skrivit manus till Amazing Love (2012), regisserad av Kevin Downes.